# Cynthia Wolberger

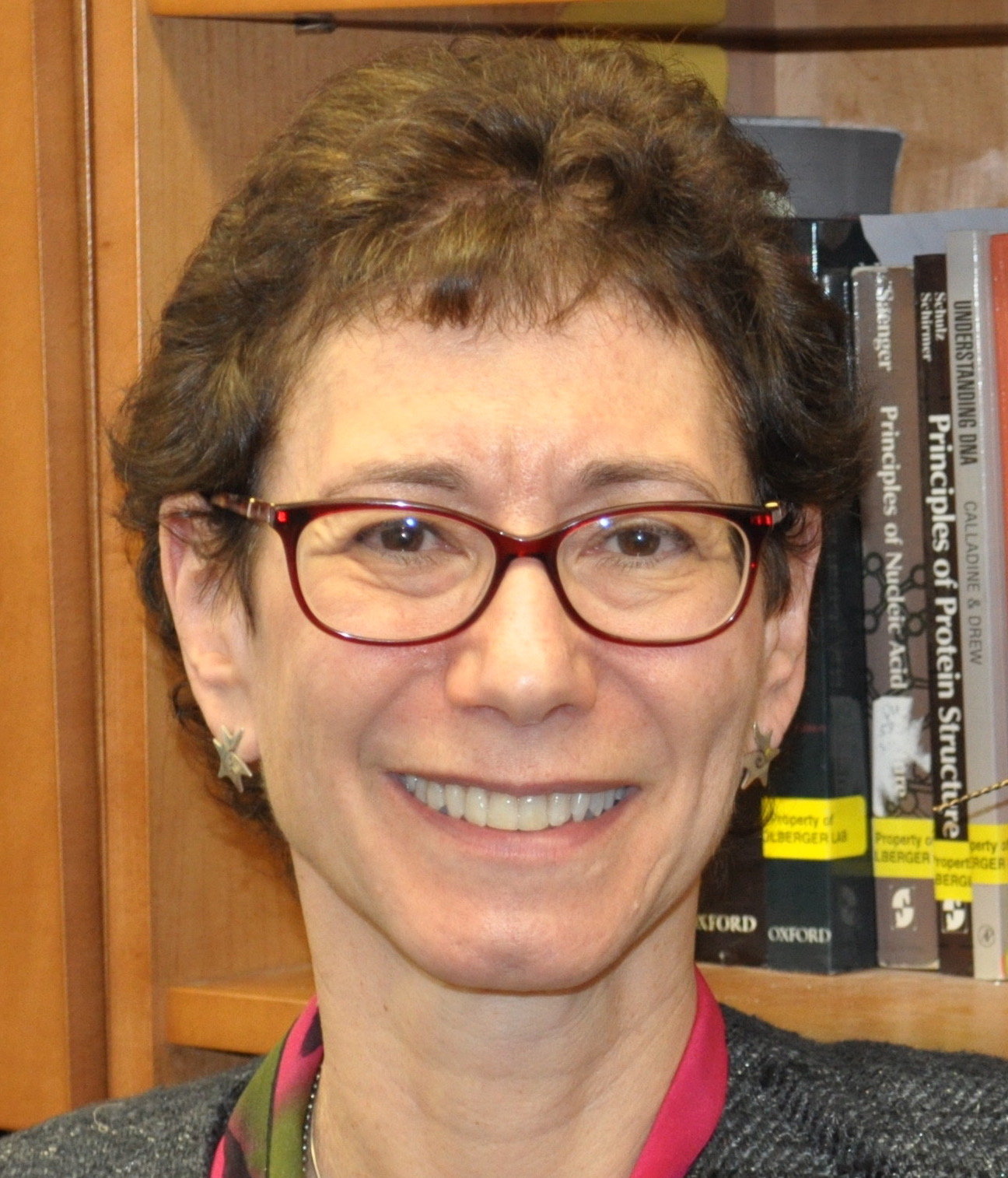
Cynthia Wolberger

Cynthia Wolberger (* 1957) ist eine US-amerikanische Biophysikerin an der Johns Hopkins University School of Medicine.

## Leben und Wirken
Wolberger erwarb 1979 an der Cornell University einen Bachelor in Physik. Nach einem Forschungsaufenthalt 1979/1980 am Max-Planck-Institut für Festkörperforschung in Stuttgart erwarb sie 1987 an der Harvard University einen Ph.D. in Biophysik. Als Postdoktorandin arbeitete sie bei Robert Stroud an der University of California, San Francisco, und bei Carl O. Pabo an der Johns Hopkins School of Medicine. Hier erhielt sie 1991 eine erste Professur (Assistant Professor), 1997 wurde sie Associate Professor, seit 2000 hat sie eine ordentliche Professur inne. Von 1994 bis 2014 forschte Wolberger zusätzlich für das Howard Hughes Medical Institute (HHMI). Seit 2001 steht sie der Abteilung Transcription and Translation der Faculty of 1000 vor.
Wolberger konnte grundlegende Beiträge zur Biochemie und Strukturbiologie der Transkriptionsregulation und des Ubiquitin-Signalwegs eukaryoter Zellen leisten. So trug sie wesentlich zur Erforschung der Sirtuine und der Histon-Deacetylasen bei. An der Johns Hopkins University hat sie sich darüber hinaus um die Geschlechtergerechtigkeit im akademischen Betrieb verdient gemacht.
Laut Google Scholar hat Wolberger einen h-Index von 65 (Stand Dezember 2023).
Seit 2009 ist Wolberger Fellow der American Association for the Advancement of Science. 2019 wurde sie sowohl in die National Academy of Sciences als auch in die American Academy of Arts and Sciences gewählt, 2021 in die National Academy of Medicine. 2013 erhielt sie gemeinsam mit Christopher Hill den Dorothy Crowfoot Hodgkin Award der Protein Society.